# Élections des gouverneurs américains de 2020
Les élections des gouverneurs ont lieu le 3 novembre 2020 dans onze États et deux territoires.  Elles se tiennent en même temps que les élections fédérales qui comprennent l'élection présidentielle, ainsi que les élections législatives et sénatoriales, et de nombreuses élections d'État et locales
Les précédentes élections ont eu lieu en 2016 sauf celles des gouverneurs du New Hampshire et du Vermont, ceux ci ayant un mandat de deux ans, leurs dernières élections ont en effet eu lieu en 2018. Neuf gouverneurs sortants sont candidats à leur réélection et sont réélus ; le gouverneur démocrate sortant du Montana n'est pas rééligible après deux mandats et celui de l'Utah, républicain, ne se représente pas. Si ce dernier est remplacé par un candidat du même parti, le Montana passe quant à lui sous contrôle républicain.
Le même jour, ont lieu les élections des gouverneurs de Porto Rico et des Samoa américaines.

## Synthèse
| État                 | Élections    | Gouverneur sortant | Gouverneur sortant   | Gouverneur sortant | Gouverneur élu | Gouverneur élu      | Gouverneur élu |
| État                 | Élections    | Nom                | Nom                  | Parti              | Nom            | Nom                 | Parti          |
| -------------------- | ------------ | ------------------ | -------------------- | ------------------ | -------------- | ------------------- | -------------- |
| Caroline du Nord     | Gouvernorale |                    | Roy Cooper           | Démocrate          |                | Roy Cooper          | Démocrate      |
| Dakota du Nord       | Gouvernorale |                    | Doug Burgum          | Républicain        |                | Doug Burgum         | Républicain    |
| Delaware             | Gouvernorale |                    | John C. Carney       | Démocrate          |                | John C. Carney      | Démocrate      |
| Indiana              | Gouvernorale |                    | Eric Holcomb         | Républicain        |                | Eric Holcomb        | Républicain    |
| Missouri             | Gouvernorale |                    | Mike Parson          | Républicain        |                | Mike Parson         | Républicain    |
| Montana              | Gouvernorale |                    | Steve Bullock        | Démocrate          |                | Greg Gianforte      | Républicain    |
| New Hampshire        | Gouvernorale |                    | Chris Sununu         | Républicain        |                | Chris Sununu        | Républicain    |
| Utah                 | Gouvernorale |                    | Gary Herbert         | Républicain        |                | Spencer Cox         | Républicain    |
| Vermont              | Gouvernorale |                    | Phillip Scott        | Républicain        |                | Phillip Scott       | Républicain    |
| Virginie-Occidentale | Gouvernorale |                    | Jim Justice          | Républicain        |                | Jim Justice         | Républicain    |
| Washington           | Gouvernorale |                    | Jay Inslee           | Démocrate          |                | Jay Inslee          | Démocrate      |
| Territoire           | Pages        | Gouverneur sortant | Gouverneur sortant   | Gouverneur sortant | Gouverneur élu | Gouverneur élu      | Gouverneur élu |
| Territoire           | Pages        | Nom                | Nom                  | Parti              | Nom            | Nom                 | Parti          |
| Porto Rico           | Gouvernorale |                    | Wanda Vázquez        | NPP                |                | Pedro Pierluisi     | NPP            |
| Samoa américaines    | Gouvernorale |                    | Lolo Matalasi Moliga | Indépendant        |                | Lemanu Peleti Mauga | Indépendant    |

## Élections

### Caroline du Nord
Le gouverneur sortant, le démocrate Roy Cooper, élu en 2016 à la suite d'un scrutin très disputé, est candidat à un second mandat. Il est opposé au républicain Dan Forest, lieutenant-gouverneur de l'État depuis 2013.

### Dakota du Nord
Le gouverneur sortant républicain Doug Burgum, élu en 2016, est candidat à un second mandat. Son adversaire démocrate est Shelley Lenz, vétérinaire. Ils ont été élus lors des primaires du 9 juin avec 89 % des voix pour le premier et sans opposition pour la seconde.

### Delaware
Le gouverneur sortant démocrate John Carney est candidat à un nouveau mandat après s'être imposé largement lors de la primaire du 15 septembre. Le même jour Julianne Murray est désignée candidate du Parti républicain. Les autres candidats sont le libertarien John Machurek ainsi que Kathy Dematteis, du Parti indépendant du Delaware.

### Indiana
Le gouverneur sortant républicain Eric Holcomb, élu en 2016, est candidat à un second mandat. Il est opposé au démocrate Woody Myers, médecin de profession. Les deux hommes sont désignés sans opposition lors des primaires du 2 juin 2020.

### Missouri
Candidat sortant, le républicain Mike Parson, élu en 2016 comme lieutenant-gouverneur, a succédé comme gouverneur à Eric Greitens, démissionnaire, le 1er juin 2018. Il est opposé à la démocrate Nicole Galloway, auditrice de l'État depuis 2015.

### Montana
Le gouverneur démocrate sortant Steve Bullock ne peut se représenter après deux mandats successifs. Le lieutenant-gouverneur sortant, Mike Cooney, est désigné à l'issue de la primaire démocrate du 2 juin pour briguer sa succession. Le même jour, Greg Gianforte, membre de la Chambre des représentants depuis 2017, est confirmé comme candidat républicain.

### New Hampshire
En décembre 2019, le gouverneur sortant Chris Sununu se déclare candidat pour un troisième mandat de deux ans.

### Utah
Gouverneur de l'Utah depuis 2009, Gary Herbert ne se représente pas. Son lieutenant-gouverneur Spencer Cox est désigné comme candidat républicain à l'issue de la primaire du 30 juin. Le candidat démocrate est Christopher Peterson, professeur de droit à l'université de l'Utah.

### Vermont
Après avoir effectué deux mandats de deux ans, le gouverneur républicain Phil Scott est de nouveau candidat. Il est opposé au lieutenant-gouverneur démocrate sortant David Zuckerman.

### Virginie-occidentale
Le gouverneur sortant républicain (mais élu sous l'étiquette démocrate en 2016), Jim Justice est candidat à un second mandat. Il est opposé au démocrate Ben Salango.

### Washington
Élu en 2012 et réélu en 2016, le gouverneur démocrate Jay Inslee se place en tête de la primaire organisée le 4 août avec plus de 50 % des voix, loin devant le candidat républicain Loren Culp arrivé deuxième.

### Porto Rico
Wanda Vázquez, membre du Nouveau Parti progressiste devenue gouverneure en août 2019 après la démission de Ricardo Rosselló, se déclare candidate mais elle est battue lors de la primaire du 16 août par Pedro Pierluisi. Le candidat du Parti populaire démocrate est Carlos Delgado Altieri.

### Samoa américaines
Le gouverneur démocrate sortant Lolo Matalasi Moliga n'est pas rééligible après deux mandats successifs de quatre ans. L'élection est non partisane. Les candidats sont Lemanu Palepoi Sialega Mauga, lieutenant-gouverneur sortant, Gaoteote Palaie Tofau, président du Sénat, le sénateur Nua Sao et Iʻaulualo Faʻafetai Talia.